# Grupo N.º 11 da RAAF
O Grupo N.º 11 da RAAF foi um grupo da Real Força Aérea Australiana (RAAF) formado em Morotai nas últimas semanas da Segunda Guerra Mundial de comandar unidades de guarnição da RAAF naquela região. O grupo foi estabelecido no final de julho de 1945, mas ainda não estava totalmente activo quando a guerra terminou em 14 de agosto. Permaneceu activo em Morotai até ser dissolvido no final de março de 1946.
O grupo tinha três responsabilidades principais:
1. Defesa aérea local e protecção das rotas marítimas;
2. Suporte de formações adjacentes e operações ofensivas contra alvos japoneses dentro do seu alcance
3. Deveres de linha de comunicação